# کالداس (انتیوکیا)
کالداس (انتیوکیا) (به اسپانیایی: Caldas, Antioquia) یک شهر در کلمبیا است که در Aburrá Valley واقع شده‌است.

## خصوصیات
کالداس ۱۳۳٫۴۰ کیلومترمربع مساحت و ۵۴٬۴۶۱ نفر جمعیت دارد و ۱٬۷۵۰ متر بالاتر از سطح دریا واقع شده‌است.